# Marek Frauwirth
Marek Frauwirth (8. listopadu 1911 Zakopane – 17. listopadu 1939 Praha) byl slovenský Žid, levicový aktivista a nediplomatický pracovník slovenského konzulátu v Praze, který byl popraven 17. listopadu 1939.

## Životopis

### Rodinné zázemí
Marek Frauwirth se narodil v nemajetné židovské rodině v polském Zakopaném. Jeho matka Chava a jeho otec Henrik se do Polska původně přestěhovali ze slovenského Bardějova. Marek Frauwirth měl celkem šest sourozenců (čtyři bratry: Jakuba, Leopolda, Maxmiliána a Josefa a dvě sestry: Bertu a Rosu). Když jeho otec Henrik Frauwirth na počátku první světové války (28. června 1914) narukoval do armády, přestěhovala se rodina Frauwirthova zpět na severní Slovensko do Tvrdošína; tam Tvrdošíně Marek Frauwirth vychodil základní školu.

### Studia
Středoškolská studia absolvoval Marek Frauwirth v Banské Bystrici (maturitu složil na obchodní akademii). Po maturitě pracoval nějaký čas jako účetní u firmy Terrazzo v Bratislavě; později získal místo u Berego-Mukačevské banky a přestěhoval se na Podkapratskou Rus. Do Prahy se přesunul roku 1932 a začal zde pracovat, aby získal finanční prostředky na svá studia. Dva roky poté se zde zapsal ke studiu na Vysoké škole obchodní (tehdy byla součástí ČVUT), kde následně studoval v letech 1935 až 1939. V jarním semestru 1939 svá vysokoškolská studia úspěšně dokončil a získal titul komerčního inženýra. Po prázdninách se v září roku 1939 zastavil na Slovensku v Tvrdošíně na návštěvě za rodiči. Rodina jej přesvědčovala, ať zůstane, ale Marek Frauwirth se rozhodl pro opětovný návrat do protektorátní Prahy.

### Další studium
Na podzim roku 1939 pokračoval v Praze ve studiu na Vysoké škole obchodní, začal pracovat na disertační práci a zároveň si chtěl rozšířit své jazykové znalosti o nizozemštinu a arabštinu.
Během vysokoškolských studií pracoval Marek Frauwirth jako účetní v letecké továrně Walter. Také byl zaměstnán ve firmě obchodující s drahými kovy a později vedl dámské oddělení obchodního domu Baťa na Václavském náměstí. Kromě studia a práce též hodně cestoval; putoval po Polsku, Sovětském svazu, Finsku, Norsku, Švédsku, Dánsku, Německu, Rakousku a Itálii. Většinou se přemisťoval autostopem, noci na cestách trávil v ubytovnách nebo přespával pod „širým nebem“. Svoji poslední cestu do zahraničí podnikl v létě roku 1939 do Itálie.

### Politika a odboj
Marek Frauwitrh se angažoval i politicky. Byl členem levicové Jednoty nemajetných a pokrokových studentů a působil i ve Společnosti přátel demokratického Španělska.
Přibližně v době, kdy zahájil na podzim roku 1939 své další studium na Vysoké škole obchodní, získal Marek Frauwirth místo nediplomatického pracovníka na slovenském konzulátu v Praze. Tady se (s vědomím konzula Pavola Bujnáka a pod krycím jménem „ing. Marek“) podílel na vydávání falešných pasů; ty byly poskytovány mimo jiné i židům a odbojářům, kteří potřebovali vycestovat za hranice Protektorátu Čechy a Morava (cestovali většinou tzv. „balkánskou cestou“ přes Bělehrad). Zároveň se Marek Frauwirth zapojil do roznášení odbojových letáků a protiněmeckých tiskovin.

### Zatčení
V den pohřbu studenta Jana Opletala (15. listopadu 1939) ztratil (ale nejspíše někde zapomněl) Marek Frauwirth aktovku, ve které měl protinacistické letáky. Nejspíše na základě tohoto nálezu byl v časných ranních hodinách (v půl páté) o dva dny později (17. listopadu 1939) zatčen gestapem a ještě téhož dne (bez soudu) popraven v bývalých dělostřeleckých kasárnách v Praze-Ruzyni.

## Osudy ostatních členů rodiny
Markův otec Henrik Frauwirth i Markova matka Chava Frauwirth byli zavražděni v plynových komorách v koncentračním táboře Osvětim. V koncentračním táboře Lublin-Majdanek zahynuli (i se svými rodinami) oba Markovi bratři Jakub a Leopold. Druhou světovou válku přežil Markův bratr Maxmilián, který se ukrýval v horách, kde pomáhal partyzánům. Markův bratr Josef se v koncentračním táboře Dachau dočkal osvobození, ale jeho manželka druhou světovou válku nepřežila (byla zastřelena Němci). Markova sestra Berta byla během Slovenského národního povstání zastřelena (v oblasti Vrátné doliny) i se svými dvěma dětmi. Markova sestra Rose (Růžena) ještě před vypuknutím druhé světové války emigrovala do Spojených států amerických a tím si zachránila život.

## Připomínky
- V městě Tvrdošíně byl na náměstí Svaté trojice v městském parku instalován památník „Zápalky“ věnovaný Marku Frauwirthovi.[2] Autorem památníku je výtvarný umelec Hieroným Balko (básník, sochař, malíř, grafik, tvůrce asambláží, mincí a medailí).[2] Památník (s podporou města Tvrdošín) zhotovil z dubového dřeva umělecký truhlář inženýr Michal Kožienka.[2] Památník má podobu tří gigantických zápalek skloněných k sobě (k nebi orientovanými) ohořelými hlavičkami, v nichž se ztrácí text studentské hymny Gaudeamus igitur.[2]

- V roce 2017 vyšla v Bratislavě kniha s názvem „Rozčesnutý čas Marka Frauwirtha“ (s podtitulem „List neznámemu priateľovi“)[2] autora této knihy Jozefa Leikerta;[2] kniha je koncipována jako dopis Marku Frauwirthovi.[2][3]

- V roce 1965 občané města Tvrdošína odhalili na průčelí Základní školy Štefana Šmálika pamětní desku věnovanou Marku Frauwirthovi.[2] Tato deska byla v roce 1989 z neznámých důvodů odstraněna a nebyla k nalezení.[2] Dne 16. listopadu 2018 byla nová deska slavnostně odhalena na stejném místě. Iniciátorem celého projektu byl předseda slovenského Klubu spisovatelů faktů Jozef Leikert.[2] Novou pamětní desku graficky ztvárnil vydavatel Peter Rašla, vyrobit ji nechal sponzor Gabriel Rehák u akademického sochaře Štefana Pelikána.[2] V pravém horním rohu pamětní desky je fotografie Marka Frauwirtha a celou plochu desky vyplňuje nápis:

motto: „Kto mrie za slobodu nikdy neumiera“ // V Tvrdošíně žil / a navštěvoval základnů školu / Ing. Marek Frauwirth / (* 8.11.1911) / popraven nacistami / v Prahe 17. novembra 1939 //

Nápis na pamětní desce na Základní škole Štefana Šmálika v Tvrdošíně

## Ocenění
- Medaile Za hrdinství in memoriam (2022)

## Fotogalerie

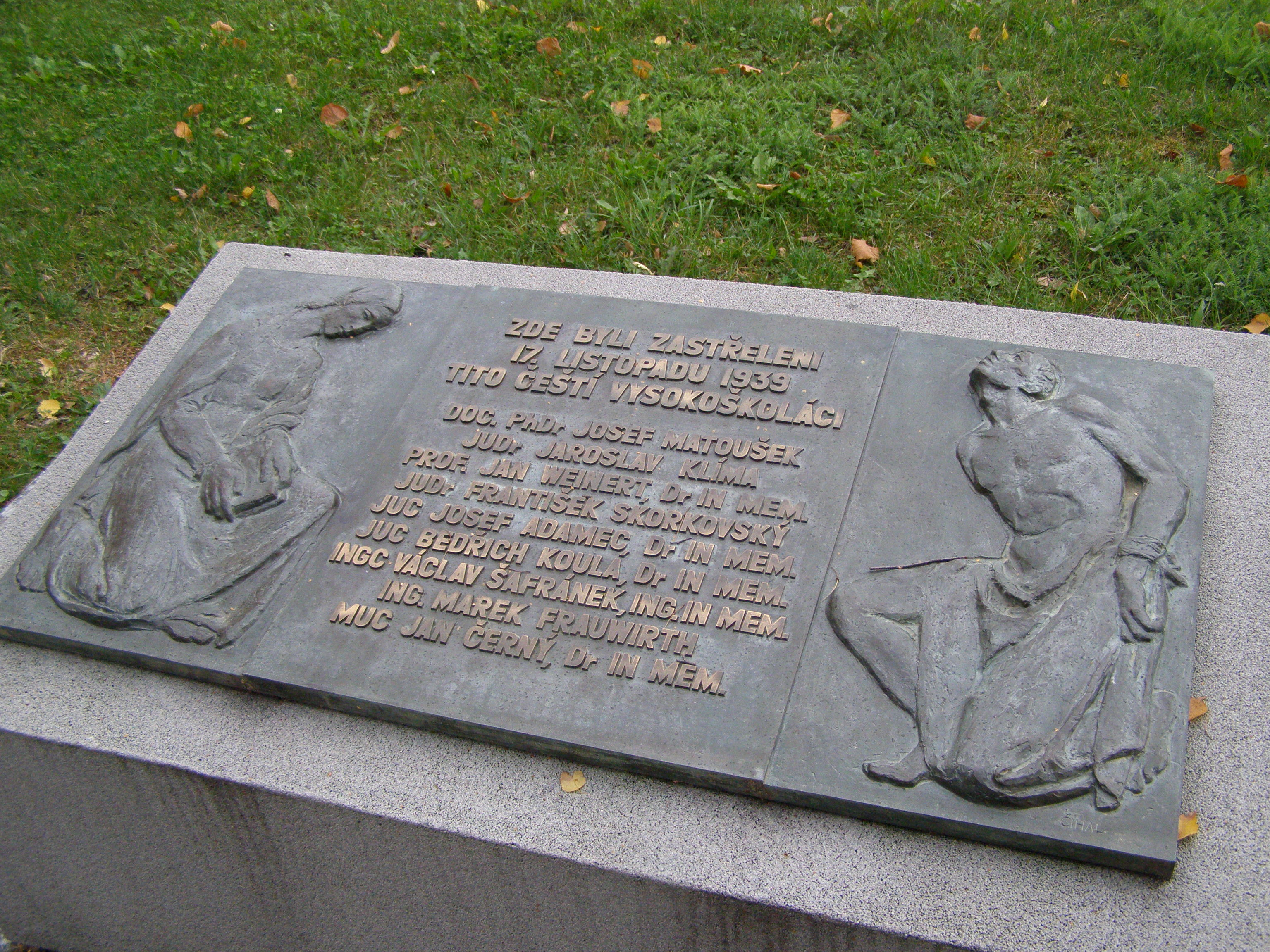
Připomínka popravy devíti hlavních představitelů studentského hnutí dne 17. listopadu 1939 na památníku v kasárnách 17. listopadu v Praze Ruzyni
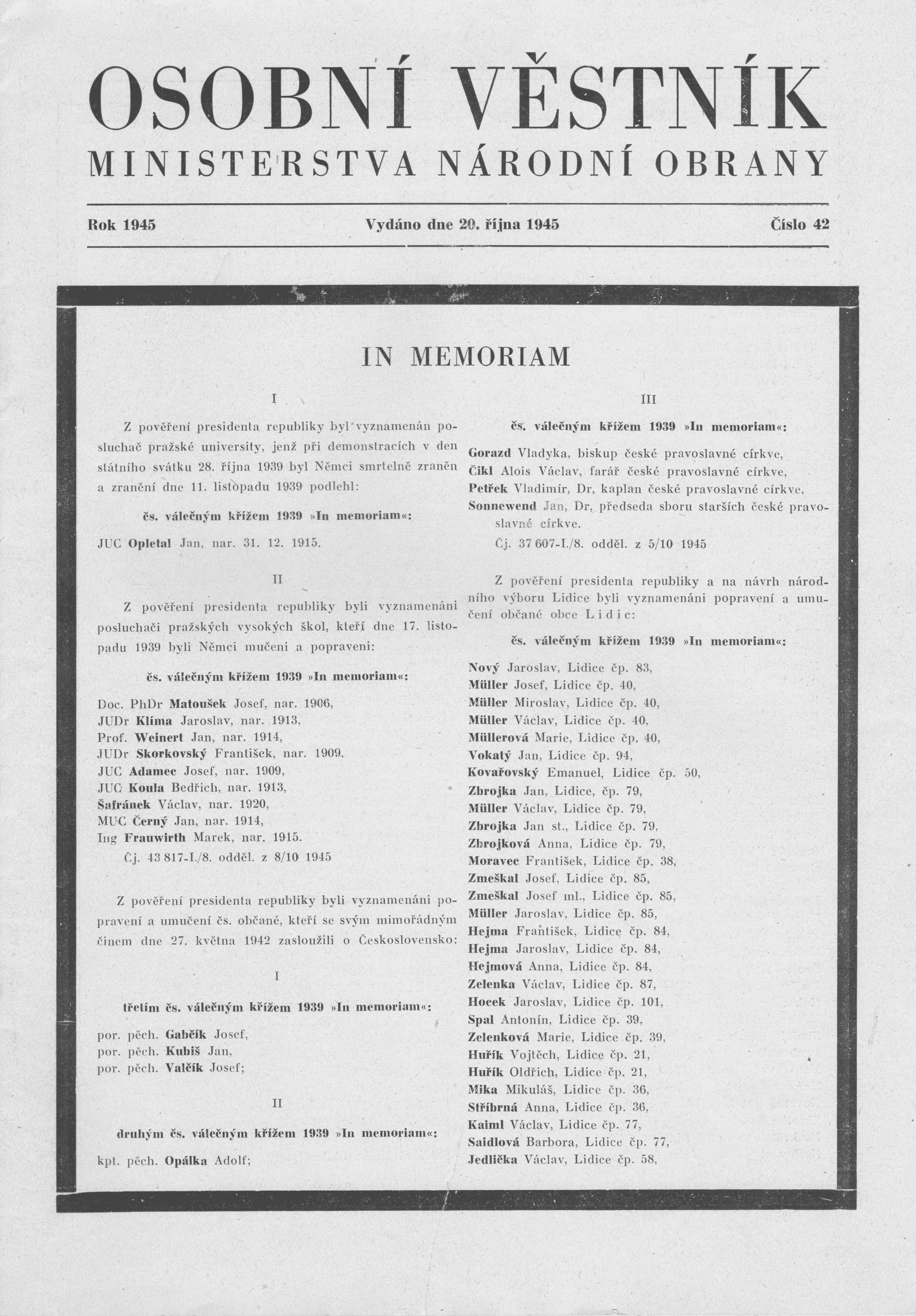
Osobní věstník MNO číslo 42 ze dne 20. října 1945 - titulní strana: udělení Československého válečného kříže 1939-1945